# Parepidosis ventralis
Parepidosis ventralis är en tvåvingeart som beskrevs av Junichi Yukawa 1971. Parepidosis ventralis ingår i släktet Parepidosis och familjen gallmyggor. Inga underarter finns listade i Catalogue of Life.